# Ниафунке
Ниафу́нке (фр. Niafunké) — город в центральной части Мали, на территории области Томбукту. Административный центр одноимённого округа, а также коммуны Собунду.

## Географическое положение
Город находится в юго-западной части области, на левом берегу реки Нигер, на расстоянии приблизительно 577 километров к северо-востоку от столицы страны Бамако. Абсолютная высота — 265 метров над уровнем моря.

## Экономика и транспорт
Экономика Ниафунке основывается на сельском хозяйстве, животноводстве и рыболовстве.

В окрестностях города расположен небольшой одноимённый аэропорт.

## Известные уроженцы
- Али Фарка Туре — малийский музыкант.